# Blind carbon copy
Blind carbon copy eller bcc er et adressefelt i forbindelse med elektronisk post til modtagere, som ikke skal se hinandens adresser.
Bcc er altså næsten den samme type modtagerfelt som en almindelig carbon copy, hvor en eller flere modtagere kan angives i feltet i ens e-mailprogram, så disse adresser modtager en kopi af ens e-mail. Forskellen på bcc og cc er, at modtagerne af e-mailen ikke kan se indholdet af bcc-linjen, og derved ikke ved, hvem der ellers har modtaget e-mailen.
Dette benyttes især til masseforsendelser som eksempelvis nyhedsbreve.

## Problemer ved glemt bcc
Der er konstateret flere eksempler på såvel private virksomheder som offentlige institutioner, der ved en fejl er kommet til at udsende sådanne massemeddelelser ved at angive modtageradresser i enten det almindelige modtagerfelt eller det almindelige kopifelt, så enhver modtager kunne se alle andre modtagere. 
Dette problem ville brug af bcc have elimineret.

## Reference
- Sådan fungerer Bcc support.office.com
- Adresser e-mails i Mail på Mac support.apple.com